# Château d'Espeyran
Le château d'Espeyran se situe sur le domaine d’Espeyran, qui est aujourd’hui aussi constitué d’un parc, d’une réserve archéologique et du Centre national du microfilm et de la numérisation. C'est un établissement rattaché au service interministériel des Archives de France. Localisé sur la commune de Saint-Gilles, dans le département du Gard et la région Languedoc-Roussillon, le site a traversé 27 siècles d'histoire[réf. nécessaire].
Ce château a fait l’objet d’une inscription au titre des monuments historiques le 2 octobre 2009 et le ministère de la culture lui a attribué en 2013 le label Maisons des Illustres. Il peut se visiter lors des  Journées du Patrimoine.

## Historique

### Le domaine dans l'Antiquité
Dès le XIXe siècle, quelques tombes et stèles funéraires ainsi que divers objets archéologiques sont découverts sur les terres du domaine. En 1909, Félix Mazauric, conservateur du musée de Nîmes, rend compte des recherches menées sur les terres de l’Argentière, proche du domaine d’Espeyran, et évoque la présence d’une agglomération installée à proximité d’une branche du Rhône qui pourrait être identifiée comme la ville d’Héraclée. Les principales villes d'Europe ayant porté ce nom ont été construites entre 432 et 358 av. J.-C..
En 1961 sont menées les premières fouilles sous la direction de Jean Sablou, permettant de mettre au jour des constructions d’époque romaine avec réemploi d’un chapiteau portant une inscription gallo-grecque.
D’autres campagnes sont ensuite menées, en 1970 et 1971 par Guy Sauzade, puis en 1975 par Michel Py, qui montrent une occupation du site dès la Protohistoire, c’est-à-dire avant l’époque romaine.
En 1988, un rapport du musée de Saint-Gilles énonce la présence d'un autel antique trouvé au domaine, dont l'archéologue Émile Espérandieu fournit les caractéristiques dans son recueil sur « les Bas-reliefs de la Gaule romaine ».
De nouvelles fouilles menées sous la conduite de Réjane Roure dans les années 2000 ont permis de mieux saisir le site de l’Argentière,.
Un comptoir de commerce était ainsi installé au bord d’un bras du Rhône dès le VIe siècle avant notre ère, lequel reste en activité jusqu’au IIe siècle apr. J.-C., et continue à être fréquenté jusqu’au IVe siècle apr. J.-C.
La quantité et la qualité des céramiques permettent de rendre compte de l’importante activité du site. La présence massive des importations méditerranéennes et notamment des productions de la colonie grecque de Massalia (Marseille), laisse penser que le site d’Espeyran pourrait être un comptoir fondé par les Grecs, et pourrait être identifié comme Rhodanousia, ville mentionnée par les sources littéraires antiques mais non localisée aujourd’hui.

### Espeyran au moyen âge
Le domaine devient propriété des abbés de Saint-Gilles, propriété confirmée par la Bulle pontificale du 28 juin 1119. Calixte II y énumère les dépendances de l’abbaye, où figure une « ecclesia sancti Felicis Aspirano cum uilla », c’est-à-dire un territoire organisé autour d’une église dédiée à Saint Félix[Lequel ?]. Vers la fin du siècle, une résidence d’été y est édifiée, mais détruite en 1195 par Raymond VI de Toulouse. Le comte est alors en conflit avec l’abbaye à propos de ses bénéfices, ce qui lui vaut une excommunication en 1196.
Le domaine reste entre les mains des abbés à qui est confiée la gestion des bois d’Espeyran.

### De l’exploitation forestière au domaine agricole
En 1791, les biens de l’abbaye sont dispersés en tant que biens nationaux. En 1791, Guillaume Sabatier, banquier résidant à Paris, acquiert le domaine d’Espeyran et celui du Blanquet,.
Originaire de Montpellier, la famille Sabatier fournit aux armées du roi toutes les toiles utilisées pour les hommes de troupe, et ce, dès 1711. Elle diversifie ses activités tout au long du siècle et se trouve à la tête d’une confortable fortune à la veille de la Révolution. Leur patrimoine immobilier s’accroît alors, par l’acquisition d’Espeyran, mais aussi, de l’île de Maguelone, du domaine de Maurin et d’autres biens du côté de Béziers et d’Agde.
À partir de 1796, des vignes sont installées à Espeyran dont la culture est confiée à Ventujol. En sa mort en 1808, sa sœur Marie hérite du domaine, qui le gère avec son neveu Jean-Baptiste-Félix. Tous deux meurent en 1818, laissant le domaine entre les mains de la veuve de Jean-Baptiste-Félix, Hermine Fournier de Servant. Son fils aîné, Frédéric, devient propriétaire d’Espeyran à sa majorité et le prend en main  pour en faire tant un domaine agricole qu’un lieu de villégiature dédié à la chasse et au cheval. Son attachement au domaine est souligné par l’ajout à son patronyme du nom même du domaine.
Dès le début des années 1840, il entreprend de réaménager le château et son parc. Il y installe des écuries, Frédéric étant grand amateur de chevaux. Un véritable élevage y est organisé, notamment en vue de faire participer ses bêtes à des courses hippiques dans la région. Sont aménagés des espaces dédiés : écuries,  hippodrome, manège ou encore un bain de chevaux. Écurie, sellerie et bain de chevaux ont été préservées et encore visibles aujourd’hui.
À la mort de Frédéric en 1864 et avant la majorité de son fils Guillaume, la gestion du domaine est confiée à Félix Sabatier résidant à l’hôtel de Lunas à Montpellier. En véritable gentleman farmer, il gère l’exploitation agricole. Celle-ci est modernisée, notamment par l’introduction de nouveaux cépages, permettant à la famille d’échapper à la crise du phylloxéra qui ravage alors le vignoble languedocien.

### Espeyran, lieu de villégiature
Au milieu du XIXe siècle, le château est réaménagé afin d’en faire un lieu de villégiature de la famille Sabatier. Frédéric et sa femme Félicie n’y demeurent pas, mais y séjournent régulièrement avec famille et amis. Situé à la frontière entre les Costières et la Camargue gardoise, le domaine est un lieu de prédilection pour la chasse : marais, bois, plaines permettent aux amateurs de chasser petits et gros gibiers. Le vicomte de Dax en a fait le récit dans ses Souvenirs de chasse en 1858.
Le programme décoratif du château rend compte de l’attachement porté à ce sport comme témoigne du rang des propriétaires. Nombreuses scènes de chasse peintes, sculptures animalières, portraits de chevaux parent les murs du château. Frédéric fait appel aux frères Devéria pour décorer l’une de ses antichambres, mais aussi à des artistes locaux tels que Numa Boucoiran ou Charles Paulin François Matet.
Guillaume Sabatier d'Espeyran, propriétaire dès 1864, épouse Claire d’Orgeval en 1879, et peu après, il entreprend de rénover le domaine et lui donne son aspect définitif. Un étage est ainsi ajouté au château, permettant d’en accroître la capacité de réception. Deux tours sont aussi aménagées. Les intérieurs sont redécorés et notamment la chapelle où sont installés des vitraux de saints patrons des propriétaires, à savoir Sainte Claire et Saint Guillaume, dont le carton est dessiné par le peintre nîmois Numa Boucoiran.
En 1939, le domaine d’Espeyran revient à Guy, le troisième des fils de Guillaume. Sa rencontre avec André Chamson va bouleverser l’histoire du domaine. En effet, en 1963, Guy fait don du parc, du château, du mobilier et de la réserve archéologique de l’Argentière aux Archives nationales en vue d’y installer dès 1973 le dépôt central des microfilms,. Celui-ci est aujourd’hui appelé le Centre national du microfilm et de la numérisation.
En 1997, le château devient le décor du feuilleton Le Grand Batre, réalisé par Laurent Carcélès pour France 2 d'après le roman de Frédérique Hébrard.

### Espeyran auXXIesiècle
Depuis 2010, en parallèle de ses missions de conservation des microfilms et des images numériques du réseau des Archives de France, le château d’Espeyran a mis en œuvre un plan de valorisation du domaine auprès du public scolaire et visiteur.
En octobre 2020, le château d'Espeyran signe la charte des éco-acteurs de la biosphère de Camargue, représentant le delta du Rhône. Le rôle des éco-acteurs est de contribuer à la protection et à la valorisation du patrimoine dans le cadre de son activité professionnelle ou associative.
Plusieurs projets y sont mis en œuvre :
- 2010 à 2013 : L’image et son cadre[28] ;
- 2010 à 2017 : Nuit européenne des musées[29],[30] ;
- 2010 à 2019 : Journées européennes du patrimoine[31],[32],[33] ;
- 2012 à 2019 : Rendez-vous aux jardins[34],[35],[36] ;
- 2017 et 2018 : Opération « Les portes du temps » rebaptisée « C’est mon patrimoine »[37] ;
- 2020 : Rencontres de la « biosphère de Camargue »[26] ;
- Résidences d'artistes : Pierre Bendine Boucar, Anna Baranek, Colin G., Anaïs Guiraud, Jimmy Richer, Nicolas Le Brun, Clara Le Picard, Linh Nguyen, Fabrice Erre[réf. nécessaire] ;
- Patrimoine en partage : un été à Espeyran[réf. nécessaire].

## Architecture
Si la présence d’un château est attestée dès le moyen âge, l’aspect actuel du château date de la fin du XIXe siècle au moment où Guillaume en est propriétaire. L’architecte Charles Perrier est chargé de la direction des travaux. Lors de cette campagne, un deuxième étage est rajouté et couvert d'un toit en ardoises « à la mansard », remplaçant l'ancien toit-terrasse visible sur une aquarelle conservée au château. Le rez-de-chaussée est également réorganisé : une chapelle est aménagée à l'extrémité ouest et un grand salon à l'extrémité est. Le grand salon est aménagé dans le Style Louis XVI et décoré d'un plafond peint et de deux dessus-de-portes réalisés par Eugène Devéria.
Depuis la fin du XIXe siècle, l’intérieur est resté intact et a conservé ses décors et son mobilier d'origine.
Le domaine d’Espeyran est inscrit au titre des Monuments historiques depuis 2009. Une partie du mobilier est aussi protégée au titre des Monuments historiques.

## Galerie

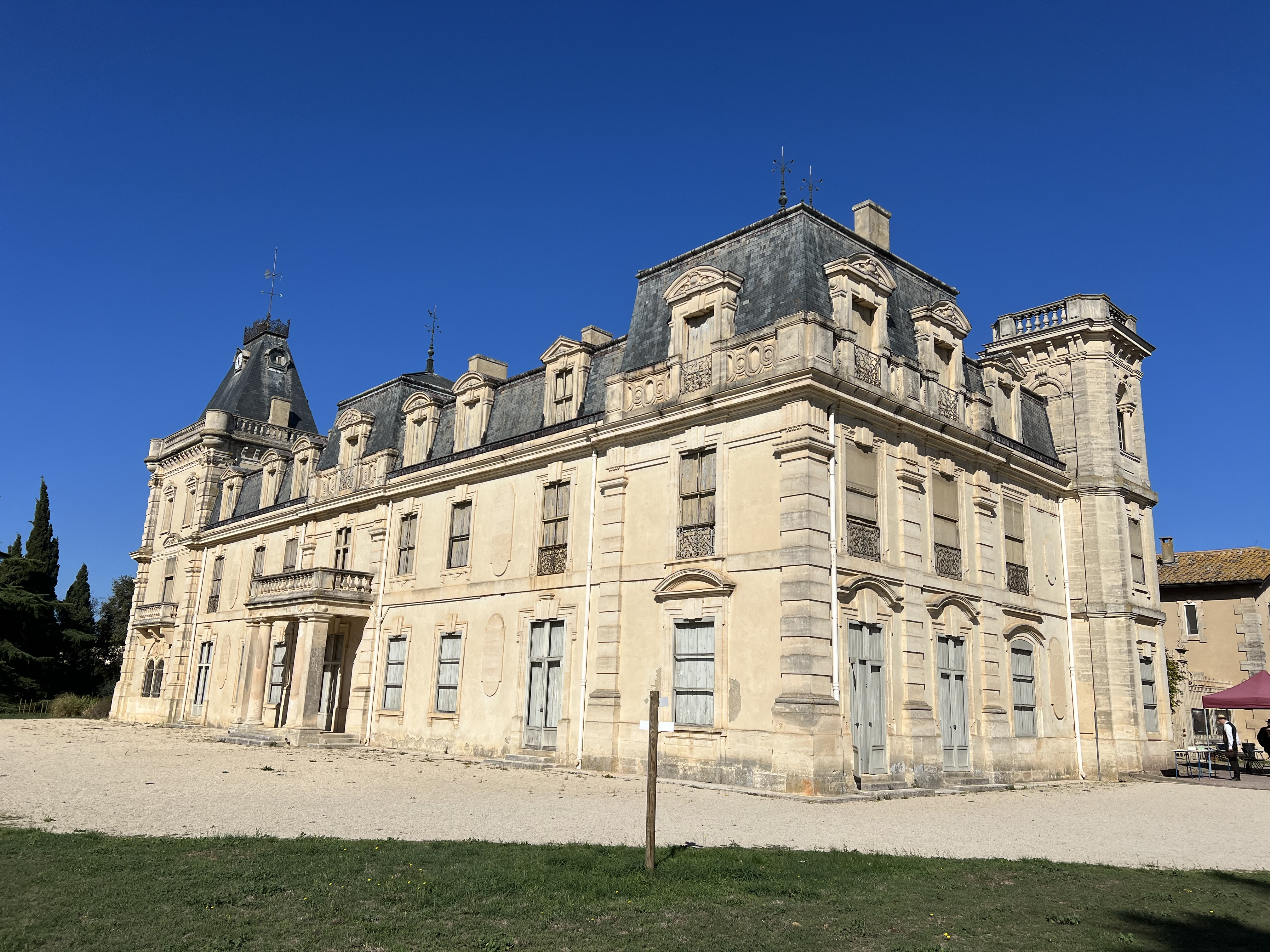
Vue des façades Sud et Ouest en 2023

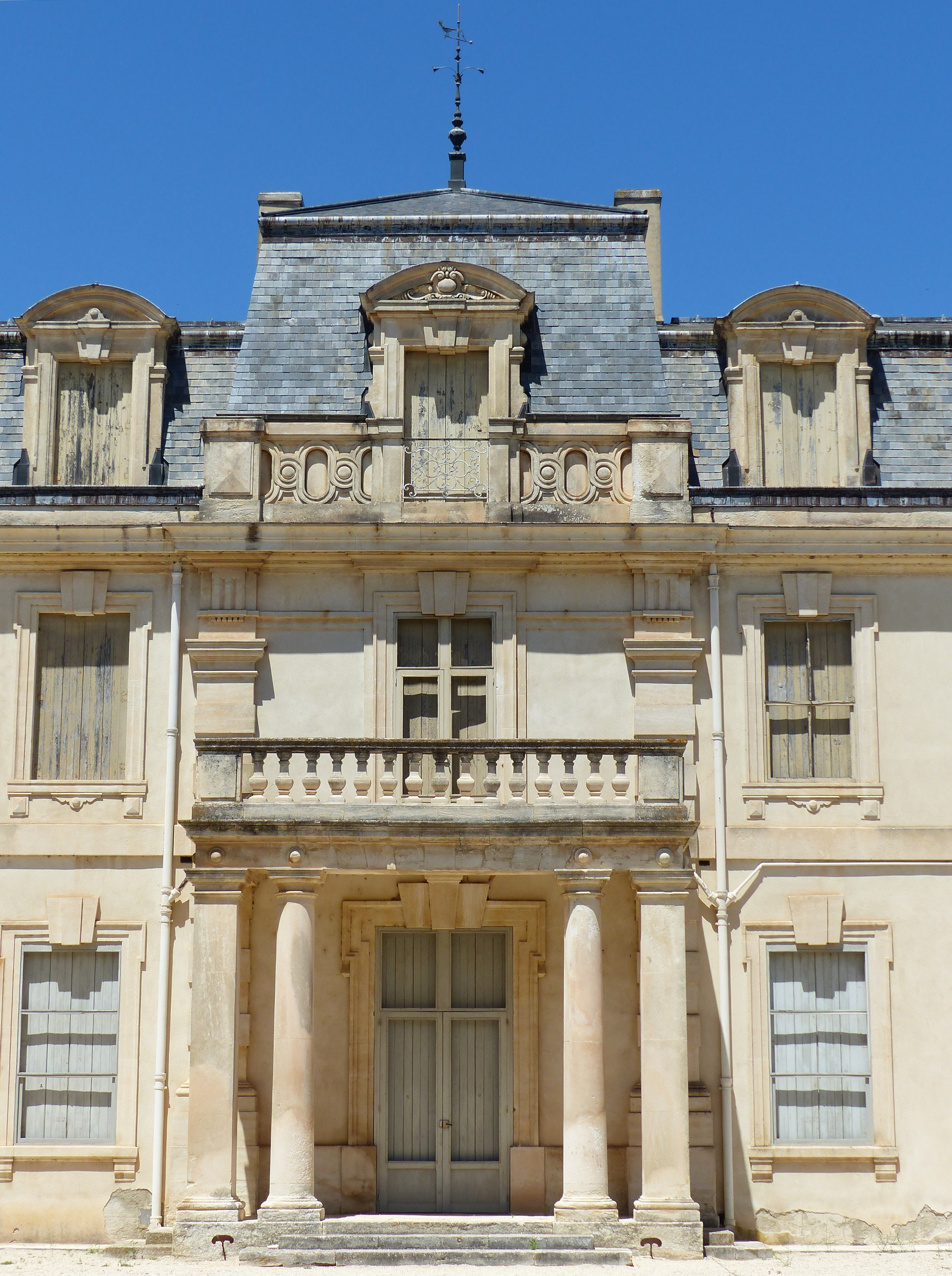
Vue de l'entrée principale.
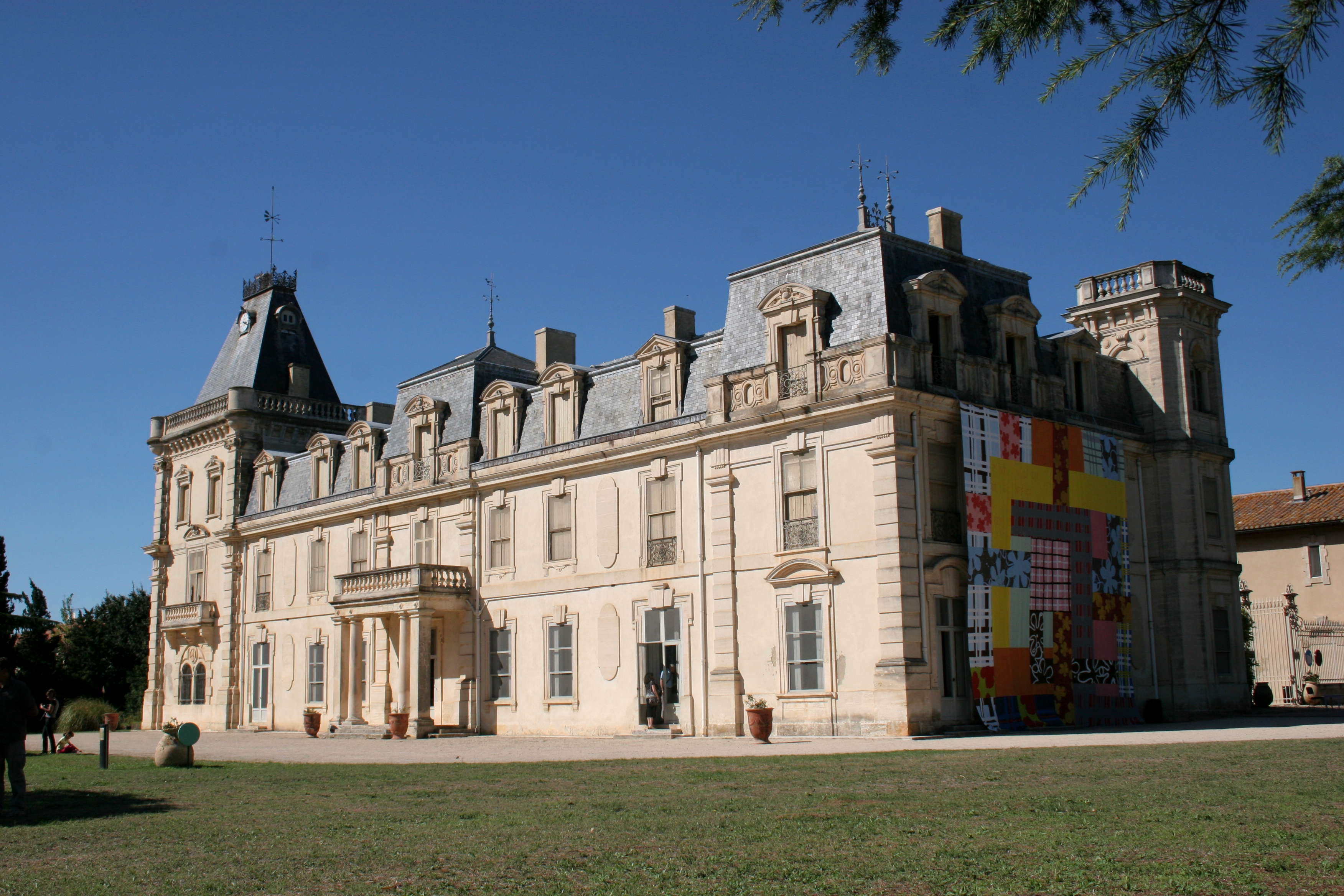
Vue de la façade Sud et Ouest en 2010.
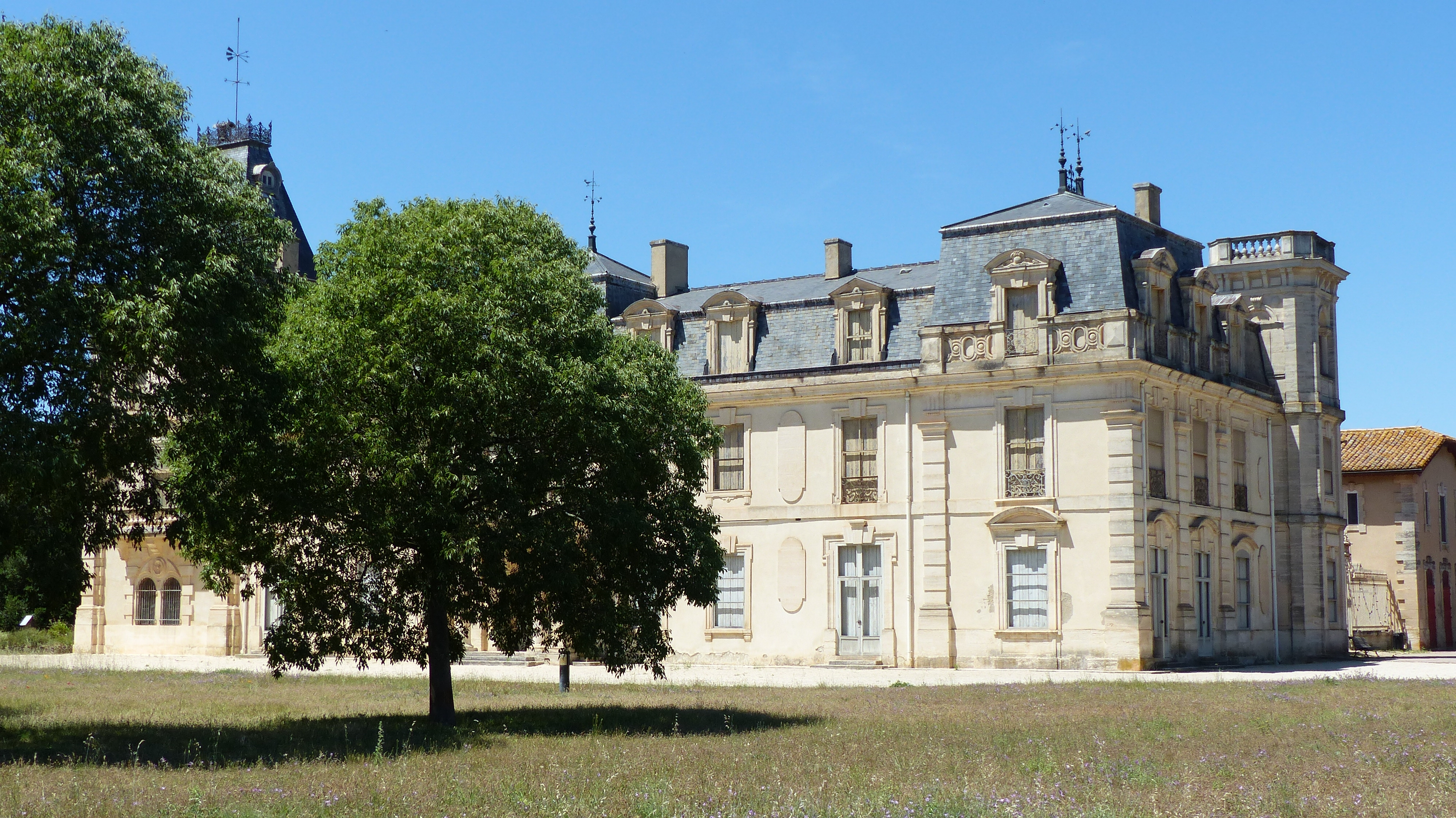
Vue de la façade Sud et Ouest.
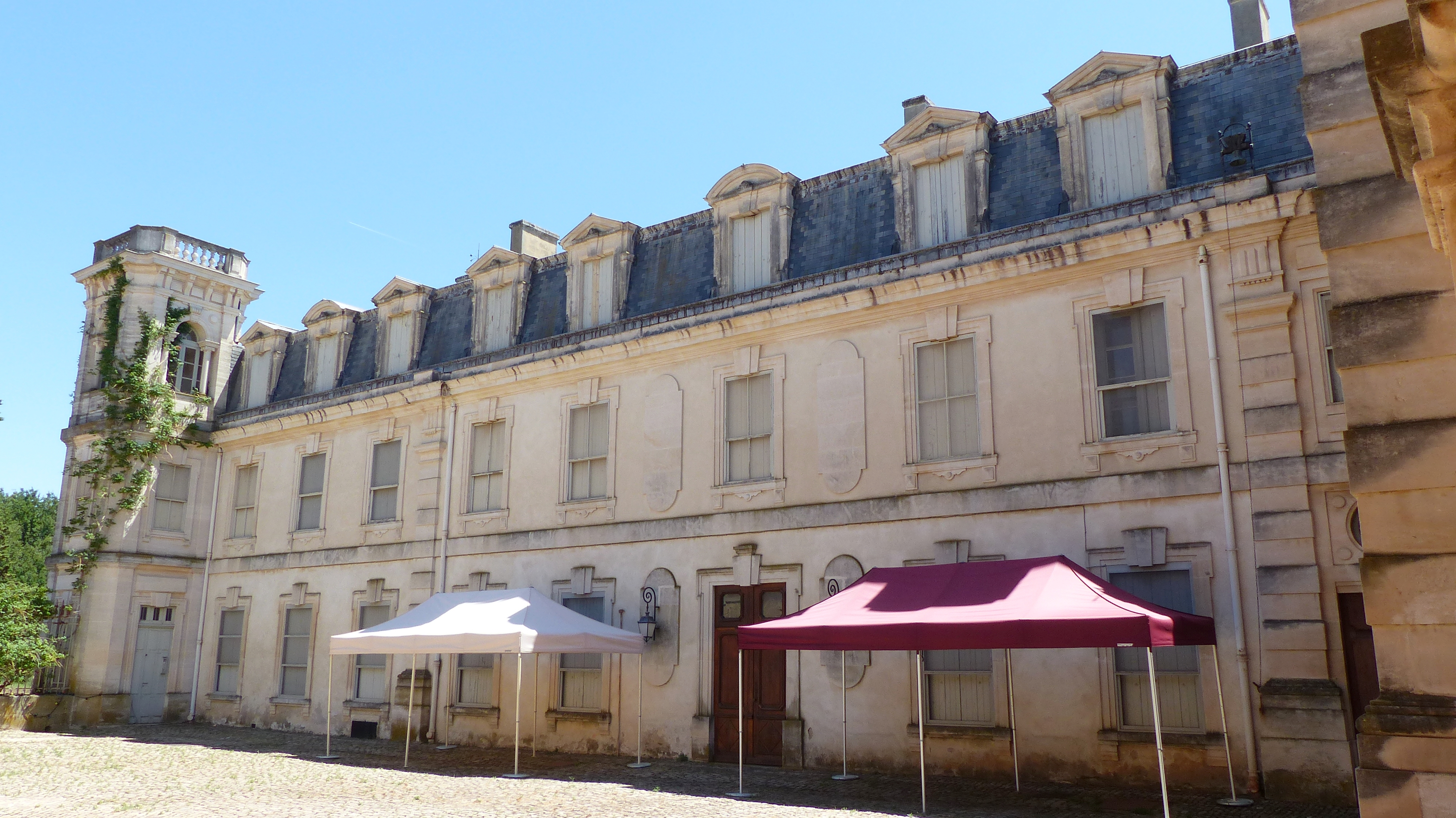
Vue dans la cour.
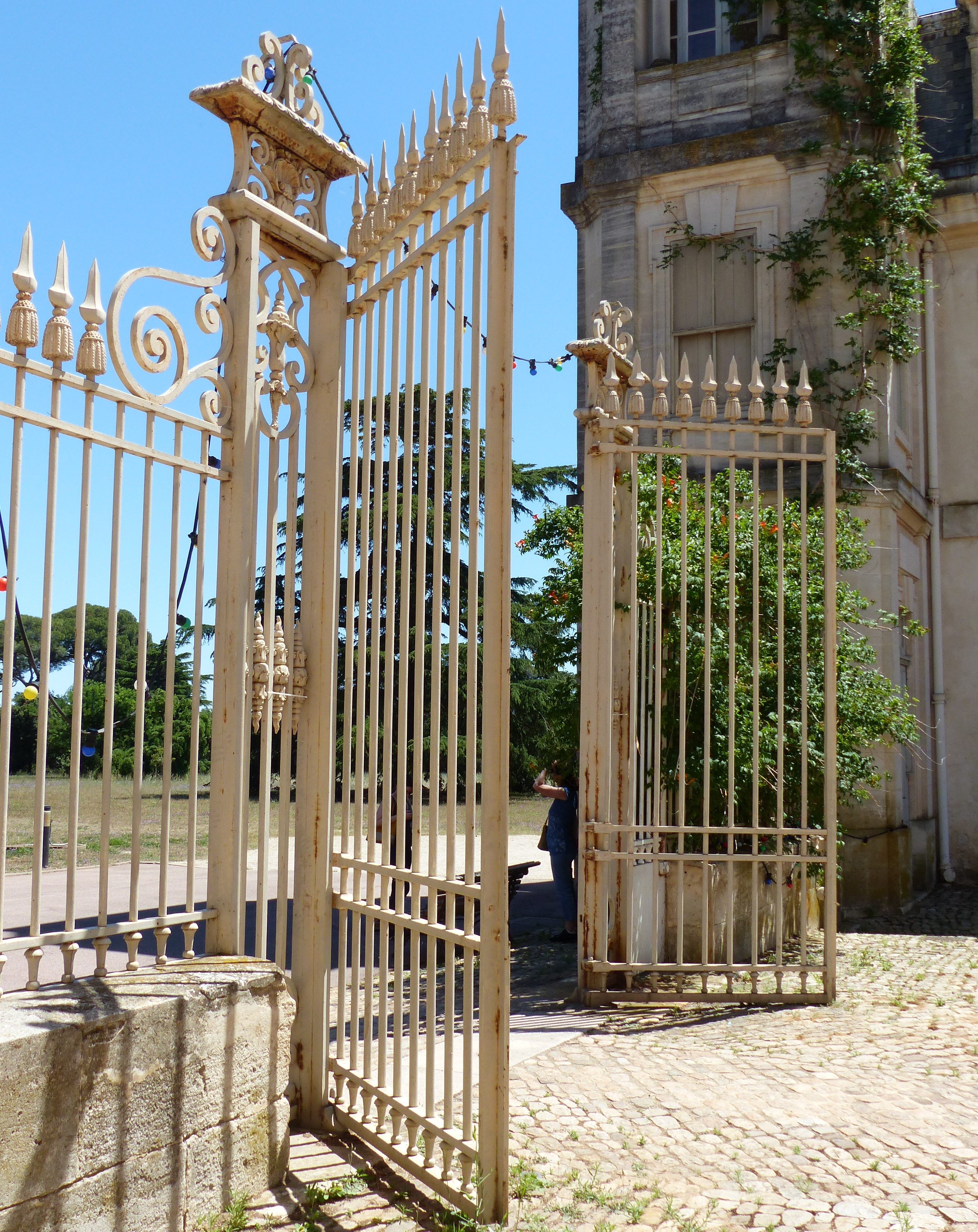
Détails du portail d'entrée.
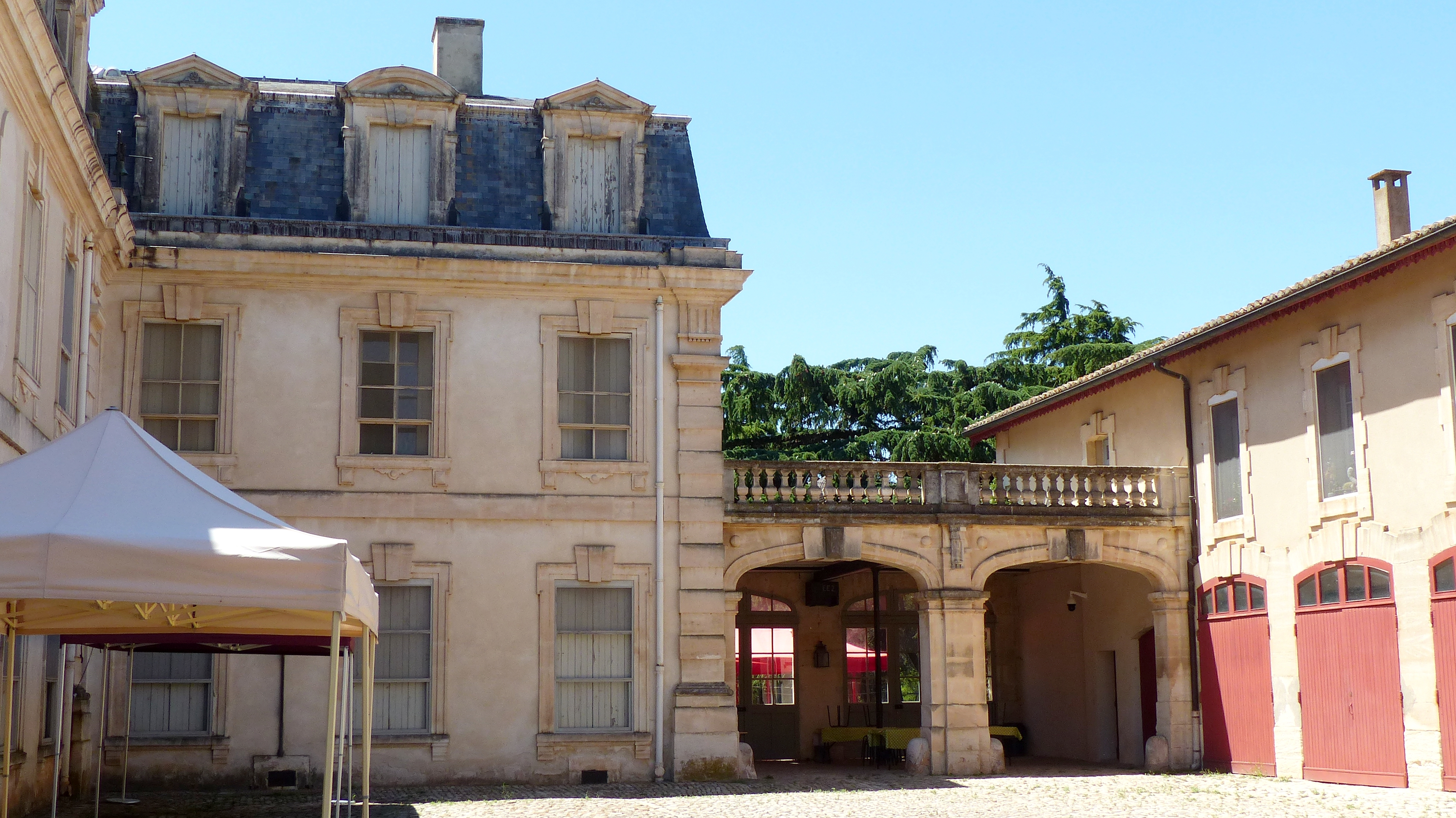
Vue des bâtiments depuis la cour.
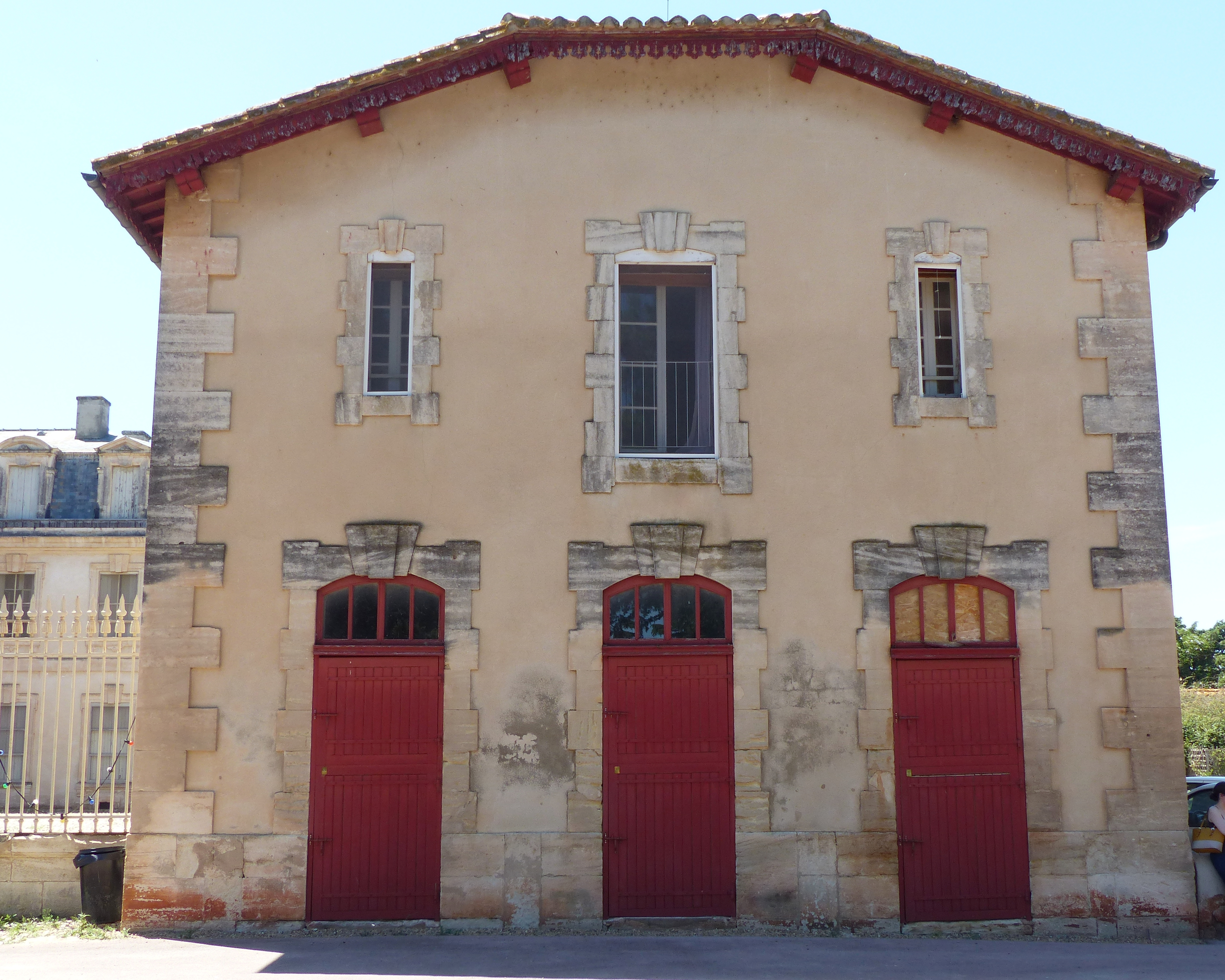
Vue du bâtiment de conservation des microfilms et des images numériques.
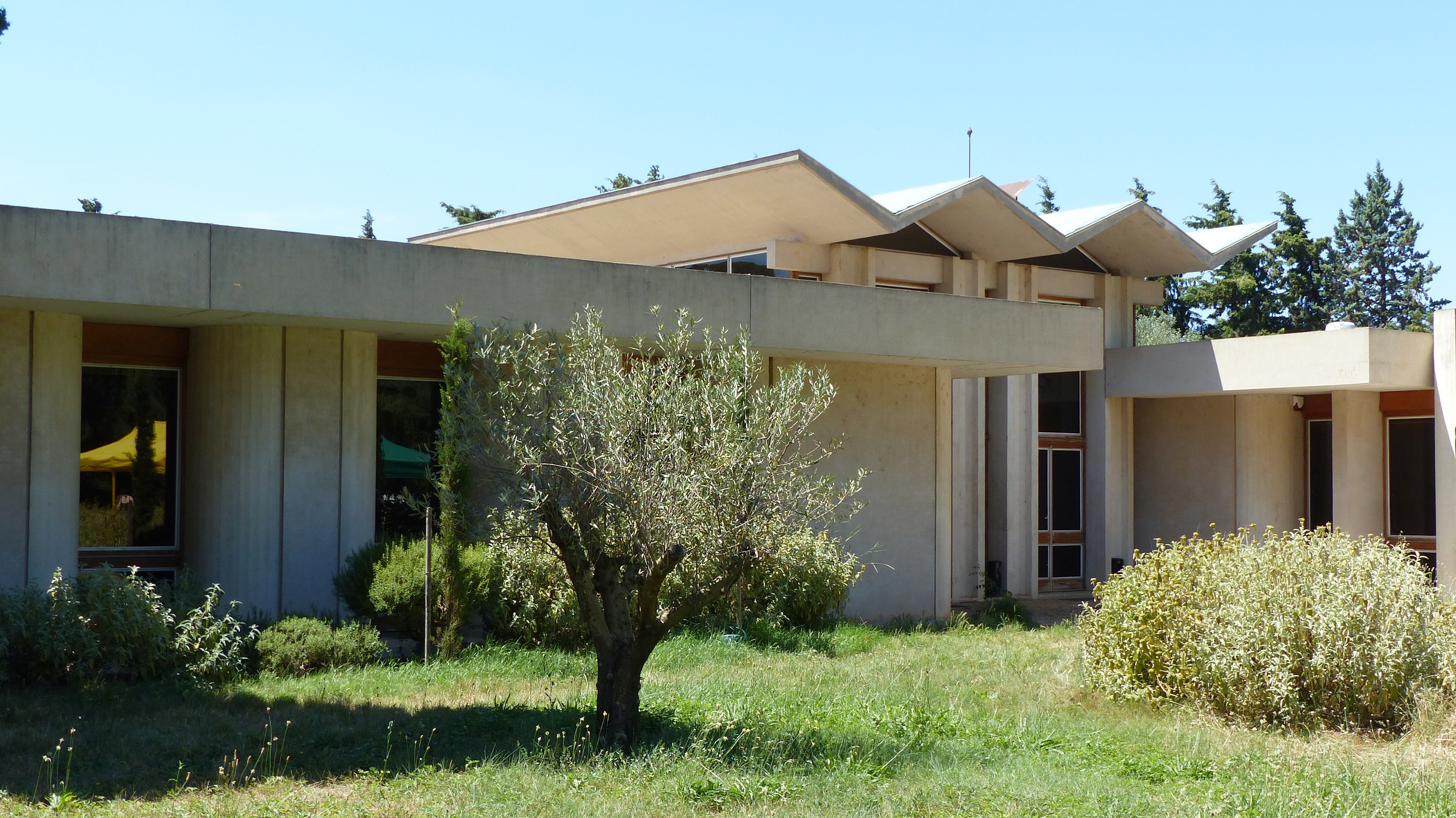
Vue des locaux du Centre national du microfilm et de la numérisation.

## Source et références
- Hélène Palouzié, Alix Audurier-Cros, Jean-Marie Baroy, Guillaume Bernard, Henri-Luc Camplo, Flore César, Émilie Compan, Patrick Florençon, Jean-Louis Libourel, Thierry Lochard, Roch Payet et Réjane Roure, ministère de la Culture, Le château d’Espeyran : Maison des Illustres, Montpellier, DRAC du Languedoc-Roussillon, coll. « Duo », avril 2015, 84 p., 16 × 22 cm (ISBN 978-2-11-138925-0, lire en ligne [PDF]). .

Références
1. ↑  Notice no PA00103207, sur la plateforme ouverte du patrimoine, base Mérimée, ministère français de la Culture.
2. ↑  Félix Mazauric (30. Recherches aux environs de Saint-Gilles), Mémoires de l’Académie de Nîmes : Les musées archéologiques de Nîmes, recherches et acquisitions, t. XXXII, Nîmes, Imp. Clavel et Chastanier, 1909, 297 p., 21 × 29,7 cm (lire en ligne [PDF]), chap. VII, p. 209.
3. ↑  Serge Jodra, « De nombreuses villes de l'Antiquité ont porté le nom d'Héraclée », sur cosmovisions.com, 2008 (consulté le 12 décembre 2020).
4. ↑  Le château d’Espeyran (DRAC L-R) 2015, p. 37.
5. ↑  Guy Barruol et Michel Py, « Recherches récentes sur la ville antique d’Espeyran à Saint-Gilles-du-Gard », Revue archéologique de la Narbonnaise, vol. 11, no 11,‎ 1978, p. 19-100.
6. ↑  Marie-Françoise Griffeuille (Le musée de Saint-Gilles (1889-1989)), Mémoires de l’Académie de Nîmes : Histoire, t. LXVII, Nîmes, Académie de Nîmes, 1988, 133 p., 21 × 29,7 cm (lire en ligne [PDF]), chap. VII, p. 67.
7. ↑  Michel Christol, Émilie Compan, Réjane Roure, Maxime Scrinzi et Christophe Vaschalde, « Nouvelles données sur l’occupation romaine du comptoir protohistorique d’Espeyran (Saint-Gilles-du-Gard) : découverte d’une inscription inédite de la famille Calvius », Revue archéologique de Narbonnaise, t. 44,‎ 2011, p. 145-162 (ISSN 2117-5683, lire en ligne, consulté le 15 décembre 2020).
8. ↑  Réjane Roure et Émilie Compan, Archéologies gardoises : Le comptoir d'Espeyran à l'âge de fer, t. 4, Nîmes, Conseil général du Gard, 2007 (ISBN 2-907597-05-1, présentation en ligne), p. 33-44.
9. ↑  Le château d’Espeyran (DRAC L-R) 2015, p. 38 et 39.
10. ↑  Michel Py, « La question d'Espeyran - Rhodanousia », Archéologies gardoises,‎ 2015, p. 25-32 (lire en ligne).
11. 1 2  Robert Ulysse, Bullaire du pape Calixte II : essai de restitution, Paris, 1891 (lire en ligne), tome I, p. 31.
12. ↑  Romuald Szramkiewicq, Les Régents et Censeurs de la Banque de France nommés sous le Consulat et l'Empire, Genève, Droz, 1974.
13. ↑  Louis Bergeron, Banquiers, négociants et manufacturiers parisiens du Directoire à l’Empire, Paris, Mouton éditeur, 1978.
14. ↑  Patrick Florençon, « Les Sabatier d'Espeyran, une famille d'esthètes et de mécènes », Le château d'Espeyran, maison des illustres,‎ 2015, p. 16 (lire en ligne).
15. 1 2  Patrick Florençon, « Les Sabatier : portraits croisés de riches bourgeois montpelliérains du XIXe siècle », Académie des sciences et lettres de Montpellier,‎ séance du 23 juin 2014 (lire en ligne).
16. ↑  Flore César (sous dir.), La vie de château au XIXe siècle : le domaine d'Espeyran, 2016 (lire en ligne).
17. ↑  Journal des Haras, chasses et courses de chevaux, Bruxelles, 1837, tome vii, p. 305.
18. ↑  Pascal Lievaux, Les écuries des châteaux français, Paris, Éditions du Patrimoine, 2005.
19. ↑  Louis Dax, Souvenirs de mes chasses et pêches dans le Midi de la France, Paris, Castel, 1858 (lire en ligne), p. 77-113.
20. ↑  « Plafond : Psyché conduite à l'Olympe par Hermès pour y épouser l'Amour », notice no PM30000411, sur la plateforme ouverte du patrimoine, base Palissy, ministère français de la Culture.
21. ↑  « Tableau et son cadre : Portrait de Madame Frédéric Sabatier d'Espeyran », notice no PM30001421, sur la plateforme ouverte du patrimoine, base Palissy, ministère français de la Culture.
22. ↑  « Dessin : Saint Guillaume en habit de moine (dessin préparatoire pour le vitrail de la chapelle) », notice no PM30001432, sur la plateforme ouverte du patrimoine, base Palissy, ministère français de la Culture.
23. ↑  Bâtiments d’archives : vingt ans d’architecture française, 1965-1985, Paris, Archives nationales, 1986, p. 113.
24. ↑  La Mémoire de la France : quarante ans d’enrichissements des archives de France, Paris, Archives nationales, 1993.
25. ↑  Féréol De Ferry, « Le dépôt central de microfilms d’Espeyran », La gazette des archives,‎ 1973, no 82, p. 143-157 (lire en ligne).
26. 1 2  Valactive, « 12 nouveaux éco-acteurs en Camargue », sur mab-france.org, octobre 2020 (consulté le 12 décembre 2020).
27. ↑  Didier Babin (dir.) et Bérengère Noguier (dir.), MAB France, Guide pratique des éco-acteurs : Ensemble pour la préservation des gorges du Gardon, Sainte-Anastasie, Syndicat mixte des gorges du Gardon, 2017, 24 p., 21 × 29,7 cm (lire en ligne [PDF]), p. 3.
28. ↑  « L'image et son cadre », sur curiositez.fr (consulté le 12 décembre 2020).
29. ↑  « Nuit Européenne des musées à Espeyran », sur curiositez.fr (consulté le 12 décembre 2020).
30. ↑  « Nuit européenne des musées », sur saint-gilles.fr, 20 mai 2017 (consulté le 12 décembre 2020).
31. ↑  « Journées européennes du patrimoine à Espeyran », sur curiositez.fr (consulté le 12 décembre 2020).
32. ↑  « Journées européennes du Patrimoine 2016 au Château d'Espeyran », sur montpellier.aujourdhui.fr, 18 septembre 2016 (consulté le 12 décembre 2020).
33. ↑  « Journées Européennes du Patrimoine 2019 - Visites du Château d'Espeyran », sur Conseil départemental du Gard, 22 septembre 2019 (consulté le 12 décembre 2020).
34. ↑  Abdel Samari, « Gard : Rendez-vous aux jardins », sur objectifgard.com, 1er juin 2012 (consulté le 12 décembre 2020).
35. ↑  « Les Rendez-vous aux Jardins installés au château d'Espeyran à Saint-Gilles », sur Midi-Libre, 27 mai 2014 (consulté le 12 décembre 2020).
36. ↑  « Rendez-vous aux Jardins 2019 dans le Gard », sur nimes-gard.fr, 5 janvier 2019 (consulté le 12 décembre 2020).
37. ↑  « C’est mon patrimoine : Opération d'éducation artistique, culturelle et populaire », sur cestmonpatrimoine.culture.gouv.fr, 7 juin 2018 (consulté le 12 décembre 2020).
38. ↑  « Tableau et son cadre : Vue du château », notice no PM30001426, sur la plateforme ouverte du patrimoine, base Palissy, ministère français de la Culture.
39. ↑  « Château d'Espeyran », notice no PA00103207, sur la plateforme ouverte du patrimoine, base Mérimée, ministère français de la Culture.